# Juanito Gómez
Juan Gómez González, conocido como Juanito (Fuengirola, Málaga, 10 de noviembre de 1954-La Calzada de Oropesa, Toledo, 2 de abril de 1992) fue un futbolista español.
Jugador histórico del Burgos Club de Fútbol y del Real Madrid Club de Fútbol, club al que debe sus mayores logros y reconocimientos, se formó en varios clubes de su tierra natal antes de incorporarse a las categorías inferiores del Atlético de Madrid. Debutó como profesional en el equipo burgalés y en él destacó hasta incorporarse al Real Madrid, donde permaneció diez temporadas, convirtiéndose en un mito para su afición. Tras una sanción que le inhabilitaba a cinco años sin poder jugar competiciones europeas, salió del equipo madrileño y firmó por dos temporadas con el Club Deportivo Málaga, donde contribuyó en su ascenso a la Primera División. Fue en su provincia natal donde se retiró de la práctica futbolística en 1989, aunque jugó eventualmente algunos partidos a nivel amateur en 1991 con el Club Deportivo Los Boliches, uno de sus primeros clubes. Entre sus títulos destacaron por importancia cinco campeonatos de liga y dos Copas de la UEFA todos logrados como madridista, y en donde fue integrante en sus últimos años del recordado «Madrid de la Quinta del Buitre» liderado por Emilio Butragueño, su sucesor en el club.
Desempeñado como delantero e identificado con un temperamental carácter, formó pareja en el ataque madridista junto a Carlos Alonso Santillana principalmente. Tras su retirada realizó también funciones de director deportivo en el C. D. Málaga y de entrenador de fútbol en el Club Polideportivo Mérida.
Falleció en un accidente automovilístico en 1992. Tras el suceso, parte de los aficionados del Real Madrid le homenajean desde entonces por su raza y pasión en el estadio Santiago Bernabéu con el cántico «¡Illa, illa, illa, Juanito maravilla!» durante el minuto 7 de los partidos, número de su dorsal.

## Biografía

### Primeros años
Juanito comenzó a jugar a fútbol de forma federada en equipos de su localidad como el Aspes CF y el CD Los Boliches, hasta que en 1969 fue fichado por el Atlético de Madrid para jugar en sus categorías inferiores. Su debut con el primer equipo llegaría en la temporada 1972-73 en un partido amistoso contra el SL Benfica pero en una de sus primeras jugadas recibió una fractura en su tibia que terminó con su carrera dentro del club rojiblanco. En agosto de 1973 llega al Burgos CF y tras un año no muy bueno del conjunto burgalés, en la temporada 1975-76 consigue el campeonato de la Segunda División y el consecuente ascenso. Al año siguiente, durante la temporada 1976-77 hizo su debut en Primera división perdiendo ante el RCD Español por 1 a 2. Pero tras grandes actuaciones como, por ejemplo, ante el Atlético de Madrid en el Estadio Manzanares (posteriormente Estadio Vicente Calderón), donde consiguieron ganar 0-3 con una excelente actuación del futbolista malagueño, el equipo pudo finalmente mantener la categoría. Ese mismo año Juanito ganó el premio al mejor jugador del año otorgado por ser Don Balón.

### Real Madrid
Tras una destacada temporada en cuanto su rendimiento con el Burgos Club de Fútbol, equipos como el Fútbol Club Barcelona y Club Atlético de Madrid de nuevo, quisieron incorporarlo a sus filas pero fue finalmente el Real Madrid Club de Fútbol quien consumó su contratación en diciembre de 1976 por 27 millones de pesetas.[cita requerida] Permaneció dentro del equipo durante diez temporadas entre los años 1977 y 1987 y entre sus compañeros de equipo figuraron importantes jugadores como además del citado Santillana, Uli Stielike, Vicente Del Bosque, Hugo Sánchez y José Antonio Camacho, así como los integrantes de la emergente "Quinta del Buitre" (Emilio Butragueño, José Miguel González Martín del Campo "Míchel", Manuel Sanchís, Rafael Martín Vázquez y Miguel Pardeza).   
Como jugador era listo, hábil, intuitivo y rápido. En el aspecto negativo, su temperamento visceral lo condenaría a dos años de suspensión (aunque la UEFA lo absolvió a los 14 meses) sin disputar partidos europeos por agredir al árbitro germano-oriental Adolf Prokov; en 1986 escupió a Uli Stielike, cuando este ya era jugador del Neuchatel, durante un partido de copa de la UEFA; en 1987 fue suspendido de partidos europeos durante cinco años por el famoso pisotón en la cabeza a Lothar Matthäus durante un Bayern de Múnich-Real Madrid. A modo de disculpa, Juanito le regaló posteriormente un capote y un estoque de torero.
La directiva del Real Madrid lo multó con 300.000 pesetas por torear vaquillas en una corrida benéfica. En otra ocasión fue multado con 140.000 pesetas por decir que Amancio (entonces entrenador del Madrid) «lleva a Lozano a Bruselas de intérprete». Además una juerga nocturna en Milán le supuso una multa de 400.000 pesetas y ser apartado temporalmente del equipo por Amancio.
Juanito disputó cuatro finales europeas con el Real Madrid. La primera fue la final de la Copa de Europa de 1981, que ganó el Liverpool FC. La segunda fue la final de Recopa de Europa de 1983; esta vez el Aberdeen fue quien ganó el partido. Tras esta final Juanito acusó a Uli Stielike de ser un mercenario, convirtiéndose desde entonces en figuras enfrentadas. Las dos últimas fueron la Copa de la UEFA de 1985 y 1986 ganadas respectivamente al Videoton FC Fehérvár y al FC Colonia.
En la temporada 1983-84 se proclamó Pichichi de primera división, junto a Jorge da Silva (Real Valladolid Club de Fútbol), con 17 goles. En total, durante su participación dentro del equipo por diez temporadas, Juanito jugó 285 partidos dentro de la Liga Española y consiguió anotar 86 goles.

### Últimos años
La sanción por la agresión al alemán Lothar Matthäus, que lo inhabilitó durante cinco años sin poder jugar competiciones europeas, propició su salida del equipo madrileño en 1987 y su incorporación al Club Deportivo Málaga por dos temporadas, a pesar de encontrarse el club en Segunda división y sumido en una grave crisis económica. Un prometedor proyecto deportivo de ascenso a Primera división ideado por el recién nombrado presidente Francisco García Anaya llevó al fuengiroleño al club malaguista junto a otros prestigiosos jugadores, como Esteban Vigo, y el entrenador Ladislao Kubala. 
En su primera temporada en el Málaga, la 1987-88, el club cumple su objetivo y asciende a Primera división como campeón de Segunda, alcanzando Juanito la cifra de diez goles anotados. En su segunda temporada, la 1988-89, el equipo consigue una sufrida permanencia, y Juanito anuncia su retirada. Como anécdota, en su partido de homenaje, disputado entre el Málaga y un combinado de jugadores de la Liga, el torero Curro Romero le cortaría la coleta, simbolizando su retirada del fútbol como jugador.
Es entonces cuando Juanito se convierte en director deportivo del club malaguista, cargo que ejerce sin demasiado éxito en la temporada 1989-90, donde su gestión de la plantilla y fichajes resulta equivocada, y el equipo acaba descendiendo a Segunda División. Continuó en su cargo durante la temporada 1990-91, pero las malas relaciones con el presidente José Pardo y sus deseos, no atendidos por la directiva, de ser entrenador o incluso volver a vestirse de jugador para ayudar al Málaga a subir a Primera División, propician su salida del club en abril de 1991, para incorporarse al C.D. Los Boliches, donde juega cinco partidos en la Segunda División B.

### Selección nacional
Juanito también estuvo presente en la plantilla de la selección nacional española jugando 34 veces, durante su participación en la selección disputó la Eurocopa de fútbol 1980 y los Mundiales de 1978 y 1982 habiendo anotado durante toda su historia con la selección 9 goles.

### Muerte

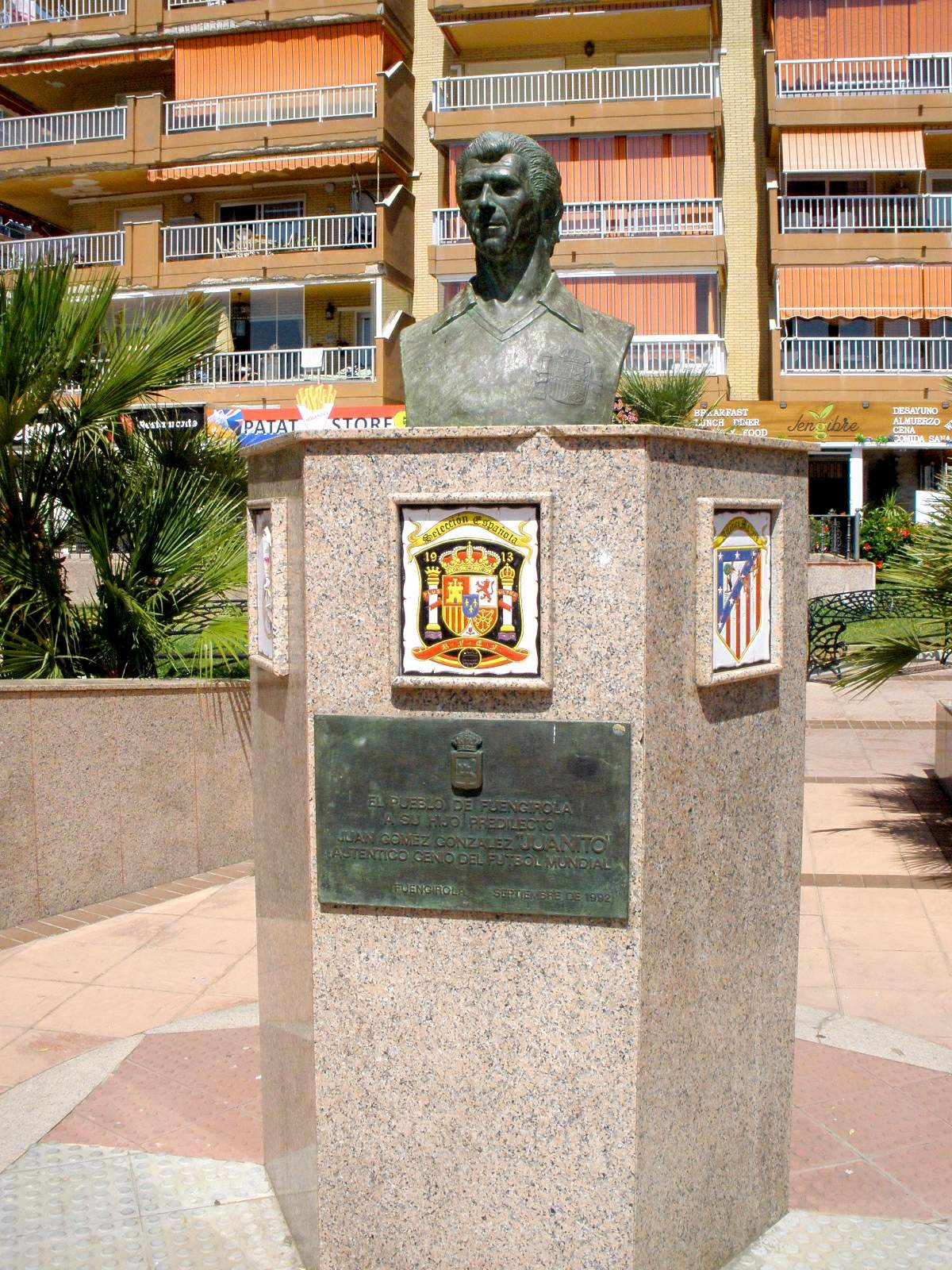
Monumento erigido en memoria de Juanito en su Fuengirola natal

Juanito falleció en un accidente de tráfico el 2 de abril de 1992 cuando regresaba a la ciudad extremeña de Mérida donde entrenaba al equipo de la ciudad, poco después de presenciar un Real Madrid-Torino, correspondiente a la Copa de la UEFA, muestra de su gran madridismo y afición por el Real Madrid y que suponía también el regreso al Bernabéu de su excompañero y buen amigo Rafael Martín Vázquez, que militaba en el equipo italiano.
Era de noche, y un camión que circulaba delante y transportaba troncos volcó con la mediana de la carretera, soltándose la carga. Manuel Ángel Giménez, más conocido como Lolino, preparador físico del Mérida, trató de esquivar los troncos y acabó estrellándose contra un camión en el kilómetro 161 de la N-V en La Calzada de Oropesa. Juanito dormía en el asiento del acompañante y murió sin enterarse de lo ocurrido. Lolino consiguió sobrevivir. A su entierro en el cementerio de Fuengirola asistieron más de 50.000 personas.
Tras su muerte, en todos los partidos celebrados en el estadio Santiago Bernabéu, en el minuto 7 (el número de dorsal que lució Juanito la mayoría de las veces en el Real Madrid) de la primera parte; se puede escuchar corear a la afición "illa, illa, illa, Juanito maravilla", haciendo honor y llamamiento al famoso espíritu de Juanito.

## Estadísticas

### Clubes
Datos actualizados a fin de carrera deportiva. Resaltadas temporadas en calidad de cesión.
| Club                    | Temporada               | Div.                    | Liga  | Liga  | Copa  | Copa  | Internacional | Internacional |  | Total | Total | Media goleadora |
| Club                    | Temporada               | Div.                    | Part. | Goles | Part. | Goles | Part.         | Goles         |  | Part. | Goles | Media goleadora |
| ----------------------- | ----------------------- | ----------------------- | ----- | ----- | ----- | ----- | ------------- | ------------- |  | ----- | ----- | --------------- |
| Atlético Madrileño      | 1971-72                 | 3.ª                     | —     | —     | 3     | —     | —             | —             |  | 3     | 0     | 0               |
| Atlético de Madrid      | 1972-73                 | 1.ª                     | —     | —     | —     | —     | —             | —             |  | 0     | 0     | 0               |
| Burgos C. F.            | 1973-74                 | 2.ª                     | 26    | 3     | 1     | —     | —             | —             |  | 27    | 3     | 0.11            |
| Burgos C. F.            | 1974-75                 | 2.ª                     | 18    | 7     | 3     | 1     | —             | —             |  | 21    | 8     | 0.38            |
| Burgos C. F.            | 1975-76                 | 2.ª                     | 28    | 6     | 4     | 1     | —             | —             |  | 32    | 7     | 0.22            |
| Burgos C. F.            | 1976-77                 | 1.ª                     | 32    | 9     | 4     | —     | —             | —             |  | 36    | 9     | 0.25            |
| Total Burgos C. F.      | Total Burgos C. F.      | Total Burgos C. F.      | 104   | 25    | 12    | 2     | 0             | 0             |  | 116   | 27    | 0.23            |
| Real Madrid C. F.       | 1977-78                 | 1.ª                     | 32    | 10    | 4     | 3     | —             | —             |  | 36    | 13    | 0.36            |
| Real Madrid C. F.       | 1978-79                 | 1.ª                     | 29    | 6     | 7     | —     | 4             | 4             |  | 40    | 10    | 0.25            |
| Real Madrid C. F.       | 1979-80                 | 1.ª                     | 31    | 10    | 6     | 4     | 4             | 1             |  | 41    | 15    | 0.37            |
| Real Madrid C. F.       | 1980-81                 | 1.ª                     | 33    | 19    | 4     | 2     | 9             | 3             |  | 46    | 24    | 0.52            |
| Real Madrid C. F.       | 1981-82                 | 1.ª                     | 30    | 9     | 7     | 2     | 6             | 1             |  | 43    | 12    | 0.28            |
| Real Madrid C. F.       | 1982-83                 | 1.ª                     | 28    | 9     | 12    | 4     | 9             | 4             |  | 49    | 17    | 0.35            |
| Real Madrid C. F.       | 1983-84                 | 1.ª                     | 31    | 17    | 7     | 3     | 2             | 1             |  | 40    | 21    | 0.53            |
| Real Madrid C. F.       | 1984-85                 | 1.ª                     | 17    | —     | 6     | 1     | 7             | 3             |  | 30    | 4     | 0.13            |
| Real Madrid C. F.       | 1985-86                 | 1.ª                     | 28    | 4     | 6     | —     | 7             | —             |  | 43    | 4     | 0.09            |
| Real Madrid C. F.       | 1986-87                 | 1.ª                     | 25    | 1     | 3     | —     | 5             | —             |  | 33    | 1     | 0.03            |
| Total Real Madrid C. F. | Total Real Madrid C. F. | Total Real Madrid C. F. | 284   | 85    | 62    | 19    | 55            | 17            |  | 401   | 121   | 0.30            |
| C. D. Málaga            | 1987-88                 | 2.ª                     | 37    | 10    | 4     | 1     | —             | —             |  | 41    | 11    | 0.27            |
| C. D. Málaga            | 1988-89                 | 1.ª                     | 34    | 5     | 2     | —     | —             | —             |  | 36    | 5     | 0.14            |
| Total C. D. Málaga      | Total C. D. Málaga      | Total C. D. Málaga      | 71    | 15    | 6     | 1     | 0             | 0             |  | 77    | 16    | 0.21            |
| C. D. Los Boliches      | 1990-91                 | 2.ª B                   | 5     | —     | —     | —     | —             | —             |  | 5     | 0     | 0               |
| Total carrera           | Total carrera           | Total carrera           | 464   | 125   | 83    | 22    | 55            | 17            |  | 602   | 164   | 0.27            |
| 1. 2. 3.                |                         |                         |       |       |       |       |               |               |  |       |       |                 |

### Selecciones

#### Participaciones en fases finales
| Torneo               | Resultado | Partidos | goles |
| -------------------- | --------- | -------- | ----- |
| Copa Mundial de 1978 | 10º Lugar | 2        | 0     |
| Eurocopa 1980        | 7º Lugar  | 3        | 0     |
| Copa Mundial de 1982 | 12º Lugar | 4        | 1     |

## Palmarés

### Títulos nacionales
| Título             | Club              | Año     |
| ------------------ | ----------------- | ------- |
| Campeonato de Liga | Real Madrid C. F. | 1977-78 |
| Campeonato de Liga | Real Madrid C. F. | 1978-79 |
| Campeonato de Liga | Real Madrid C. F. | 1979-80 |
| Copa               | Real Madrid C. F. | 1979-80 |
| Copa               | Real Madrid C. F. | 1981-82 |
| Copa de la Liga    | Real Madrid C. F. | 1984-85 |
| Campeonato de Liga | Real Madrid C. F. | 1985-86 |
| Campeonato de Liga | Real Madrid C. F. | 1986-87 |

### Títulos internacionales
| Título          | Equipo            | Año     |
| --------------- | ----------------- | ------- |
| Copa de la UEFA | Real Madrid C. F. | 1984-85 |
| Copa de la UEFA | Real Madrid C. F. | 1985-86 |

### Distinciones individuales
| Distinción       | Año  |
| ---------------- | ---- |
| Trofeo Pichichi  | 1984 |
| Premio Don Balón | 1977 |

## Filmografía
- Documental Canal+ (29-2-2012), «Informe Robinson - El Siete Maravilla» en Plus.es[10]
- Recopilatorio RMTV (1-4-2011), «Juanito, el 7» en YouTube